# Itunella tenuiremis
Itunella tenuiremis är en kräftdjursart som först beskrevs av T. Scott 1893.  Itunella tenuiremis ingår i släktet Itunella och familjen Canthocamptidae. Arten är reproducerande i Sverige. Inga underarter finns listade i Catalogue of Life.